# Józef Stogowski

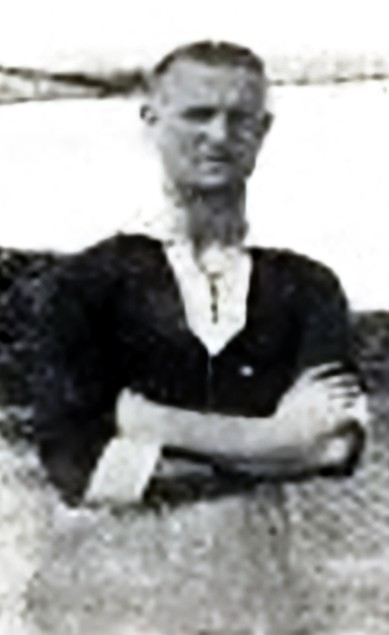
Józef Stogowski

Józef Bronisław Stogowski (* 27. November 1899 in Posen; † 14. Mai 1940 in Toruń) war ein polnischer Eishockeytorwart.

## Karriere
Józef Stogowski trat zunächst im Alter von 19 Jahren in die Polnische Armee ein, verließ diese jedoch 1921, um für eine Versicherung zu arbeiten. Als Eishockeytorwart war er in der polnischen Eishockeyliga für TKS Toruń, Legia Warschau und AZS Posen aktiv. Sein größter Erfolg auf Vereinsebene war der dritte Platz mit TKS Toruń in der Saison 1927/28. Nach ihm wurde das Eishockeystadion in Toruń benannt, das den offiziellen Namen TOR-TOR – Lodowisko im. Józefa Stogowskiego trägt.

### International
Für die polnische Eishockeynationalmannschaft nahm Stogowski an den Olympischen Winterspielen 1928 in St. Moritz, 1932 in Lake Placid und 1936 in Garmisch-Partenkirchen teil. Bei der Europameisterschaft 1929 gewann er mit seinem Land die Silbermedaille. Ebenfalls die Silbermedaille der Europameisterschaftswertung erhielt er mit Polen bei der Weltmeisterschaft 1931, als die Europameisterschaft Bestandteil der WM war. Insgesamt bestritt er 70 Länderspiele von 1927 bis 1938.

## Erfolge und Auszeichnungen
- 1929 Silbermedaille bei der Europameisterschaft
- 1931 Silbermedaille bei der Europameisterschaft